# Adolf Polatschek
Adolf Polatschek (Viena, 1932) es un botánico austriaco.

## Obra
- 1999. Flora von Nordtirol, Osttirol und Vorarlberg. Con Magdalena Maier, Wolfgang Neuner. Editor Tiroler Landesmuseum Ferdinandeum, 1.077 pp. ISBN 3950027831
- 1999. Samenpflanzen: Brassicaceae bis Euphorbiaceae, Kartenteil. Flora von Nordtirol, Osttirol und Vorarlberg 2. Con Magdalena Maier. Editor Landesmuseum, 1.077 pp.
- 1982. Flora Iranica: Santalaceae. Volumen 155. Editor Akad. Druck- und Verlag-Anst. 23 pp. ISBN 3201007285
- 1972. Cytotaxonomischer beitrag zur gattung Salix. Ann. Naturhistor 76. Mus. Wien. Con Alfred Neumann. 15 pp.

## Eponimia
- (Asteraceae) Hieracium polatschekii Gottschl.[1]
- (Asteraceae) Taraxacum polatschekii Soest[2]
- (Ranunculaceae) Delphinium polatschekii (Starm.) Landolt[3]
- (Rosaceae) Alchemilla polatschekiana S.E.Fröhner[4]